# Jean-Hustin de Warnant d'Oultremont
Jean-Hustin de Warnant d'Oultremont, né en 1451 et décédé en 1502, est un bourgmestre de Liège en 1491.

## Biographie
Lors des troubles qui perturbent l'épiscopat de Louis de Bourbon, il prend le parti de Guillaume de la Marck, et devient l'un des principaux membres du groupe de conspirateurs hutois de Guillaume de la Marck.
Maire de Huy en 1482 et bailli de Moha, il devient bourgmestre de Liège en 1491.